# João Tiago Serrão Garcês
João Tiago Serrão Garcês (sinh ngày 7 tháng 3 năm 1993 ở Funchal, Madeira), thường gọi Jota, là một cầu thủ bóng đá người Bồ Đào Nha thi đấu cho C.D. Nacional ở vị trí tiền vệ.